# Como. Sempre Feito. Nunca
Como. Sempre Feito. Nunca é o sétimo álbum ao vivo da dupla sertaneja Jorge & Mateus, lançado em 12 de fevereiro de 2016 pela Som Livre. O álbum contém um repertório composto de 19 músicas, entre elas "Sosseguei" e "Ou Some Ou Soma", sucessos entre o público. A gravação aconteceu no Espaço das Américas, em São Paulo, no dia 30 de setembro de 2015. Com direção executiva de Marcos Aurélio Araújo e artística de Wendell Vieira, direção musical de Neto Schaefer em parceria com a dupla, produção geral de Marlus Marcelus e figurino de Camila Motoryn.

## Antecedentes e gravação
Anselmo Troncoso, diretor do DVD, escolheu gravar o novo projeto utilizando tecnologia 4K, que ainda era recente no Brasil e que apresenta qualidade quatro vezes superior à alta definição, trazendo fidelidade e realismo a quem assistir ao show. Vale lembrar que ele é o diretor de todos os DVDs de Jorge & Mateus. O primeiro contato com a dupla foi em 2006, antecedendo o Ao Vivo em Goiânia, gravado em 2007.
Músicas inéditas, tecnologia e muita emoção marcaram a gravação do show, que aconteceu no dia 30 de setembro, no Espaço das Américas, em São Paulo. Essencialmente românticos, mantendo o estilo de composições que têm consagrado a dupla nos seus dez anos de carreira, a dupla apostou em um repertório inédito com influências de outros estilos, como o samba em "Campeão de Audiência", e as regravações de "Dias de Sol", da banda Cheiro de Amor e "O Amor Não é Paixão", da dupla Chrystian & Ralf.
| “ | "Foram dias intensos de muito trabalho para que tudo saísse da maneira mais perfeita possível. A gravação foi linda, com tudo muito afinado e o público, mais uma vez, nos emocionando com tantas demonstrações de carinho. Agora, estamos ansiosos pelo resultado!" | ” |

O palco tradicional trouxe uma cenografia com referências internacionais, onde mais de 90% do cenário era composto por LEDs. Os 600 metros de painéis foram apresentados em uma disposição inovadora, que passou ao público uma sensação de tridimensionalidade. O projeto foi desenvolvido pelo cenógrafo José Cláudio dos Santos durante três meses. A iluminação também trouxe diferenciais com a utilização do aparelho Mythos, que foi uma das novidades escolhidas pelo diretor de fotografia Ivan Moura. Esta foi a primeira vez que esse tipo de equipamento foi usado em shows no Brasil. Para completar o espetáculo, 350 Moving Lights foram estrategicamente distribuídos.

## Lista de Faixas
| CD             |                          |                                               |         |  |
| N.º            | Título                   | Compositor(es)                                | Duração |  |
| 1.             | "Vou Voando"             | Alexandre Peixe Átila                         | 3:56    |  |
| 2.             | "Sosseguei"              | Thallys Pacheco                               | 3:15    |  |
| 3.             | "Pra Sempre Com Você"    | Maycon Martins Vinícius Martins Neto Schaefer | 3:27    |  |
| 4.             | "Dias de Sol"            | Milena Castro                                 | 3:06    |  |
| 5.             | "Antônimos"              | T. Pacheco                                    | 2:49    |  |
| 6.             | "Paredes"                | T. Pacheco                                    | 3:04    |  |
| 7.             | "Preocupa Não"           | Jorge                                         | 3:08    |  |
| 8.             | "Te Amo Com a Voz Rouca" | Fred Liel Euler Coelho Débora Xavier          | 3:26    |  |
| 9.             | "Ou Some Ou Soma"        | Saymon Marques                                | 3:15    |  |
| 10.            | "Louca de Saudade"       | Maurício Mello Adrianno                       | 3:15    |  |
| 11.            | "Novo Amigo"             | F. Liel Stella                                | 2:34    |  |
| 12.            | "Cenário Ideal"          | Jorge T. Pacheco Maraisa                      | 4:07    |  |
| 13.            | "O Amor Não é Paixão"    | César Augusto Chrystian                       | 3:42    |  |
| 14.            | "Problema"               | André Silva                                   | 2:52    |  |
| 15.            | "Me Acalma"              | Mateus                                        | 4:54    |  |
| 16.            | "Campeão de Audiência"   | Bruno Caliman Matheus Santos                  | 3:59    |  |
| 17.            | "Depois do Jantar"       | T. Pacheco                                    | 3:15    |  |
| 18.            | "Seu Amor Me Tem"        | Marcelo Melo Vivi Abreu Theo José             | 3:33    |  |
| 19.            | "Sorte Pra Nós"          | Matheus Aleixo Filipe Escandurras             | 3:35    |  |
| Duração total: | Duração total:           | Duração total:                                | 65:12   |  |

| DVD            |                          |         |  |
| N.º            | Título                   | Duração |  |
| 1.             | "Abertura"               |         |  |
| 2.             | "Vou Voando"             | 4:02    |  |
| 3.             | "Problema"               | 2:47    |  |
| 4.             | "Dias de Sol"            | 3:02    |  |
| 5.             | "Antônimos"              | 2:46    |  |
| 6.             | "Ou Some Ou Soma"        | 3:13    |  |
| 7.             | "Te Amo Com a Voz Rouca" | 3:22    |  |
| 8.             | "Louca de Saudade"       | 3:11    |  |
| 9.             | "Novo Amigo"             | 2:32    |  |
| 10.            | "Paredes"                | 2:58    |  |
| 11.            | "Cenário Ideal"          | 4:06    |  |
| 12.            | "Sosseguei"              | 3:18    |  |
| 13.            | "Pra Sempre Com Você"    | 3:20    |  |
| 14.            | "O Amor Não é Paixão"    | 3:41    |  |
| 15.            | "Preocupa Não"           | 3:07    |  |
| 16.            | "Me Acalma"              | 4:47    |  |
| 17.            | "Campeão de Audiência"   | 3:51    |  |
| 18.            | "Depois do Jantar"       | 3:13    |  |
| 19.            | "Seu Amor Me Tem"        | 3:30    |  |
| 20.            | "Sorte Pra Nós"          | 3:33    |  |
| 21.            | "Encerramento"           |         |  |
| Duração total: | Duração total:           | 1:09:39 |  |

## Recepção

### Desempenho nas paradas
| Paradas (2015)                          | Melhor posição |
| --------------------------------------- | -------------- |
| Brasil (TOP 20 Semanal ABPD)            | 1              |
| Brasil (iTunes Album Chart)             | 1              |
| Estados Unidos (Billboard World Albums) | 3              |

### Certificações
| País (Provedor)                                              | Certificação | Unidades/vendas certificadas |
| ------------------------------------------------------------ | ------------ | ---------------------------- |
| Brasil (Pro-Música Brasil)                                   | Diamante     | ±300 000                     |
| Dados de vendas + streaming baseados apenas na certificação. |              |                              |